# Ulrich von Passau
Ulrich von Passau († 20. oder 24. Februar 1099) war ein bayerischer Adeliger aus dem Geschlecht der Diepoldinger-Rapotonen. Von 1078 bis zu seinem Tod 1099 regierte er die neu geschaffene Burggrafschaft Passau. Er galt als einer der reichsten Männer seiner Zeit, weswegen er als „der Vielreiche“ bezeichnet wurde. Ulrich war Graf von Finningen, Graf im Isengau, Burggraf von Passau, zudem war er Vogt von Osterhofen, Asbach und Passau.